# Battaglia di Yamazaki
La battaglia di Yamazaki (山崎の戦い?, Yamazaki no tatakai) fu combattuta nel 1582 a Yamazaki, una zona di confine tra le antiche province di Yamashiro e Settsu, in Giappone, oggi a cavallo tra le prefetture di Kyoto e Osaka. È conosciuta anche come battaglia del Monte Tennō (天王山の戦い?, Tennō-zan no tatakai).

## Contesto storico
Dopo il seppuku del daimyō Oda Nobunaga, avvenuto a Kyoto nel giugno 1582, Akechi Mitsuhide si appropriò dei domini del suo signore Nobunaga. Dopo soli undici giorni, Toyotomi Hideyoshi, altro grande dignitario di Nobunaga, armò un esercito contro Akechi, ritenuto un traditore. Era sua intenzione sconfiggerlo per vendicare il grande daimyo, ma in realtà mirava a sua volta ad appropriarsi degli enormi territori conquistati da Nobunaga.

### La battaglia
La mattina seguente, la battaglia cominciò quando Hideyoshi posizionò le proprie truppe nel borgo di Enmyogi-gawa, sulla riva opposta del fiume rispetto a quelle di Akechi, di numero nettamente inferiore. Una parte dell'armata di Akechi attraversò il fiume cercando di raggiungere i boschi del monte Tennozan, ma gli archibugi nemici la respinsero. Hideyoshi ordinò quindi al proprio fianco destro di attraversare il fiume e attaccare il cuore dell'esercito nemico. All'assalto si unì quindi il fianco sinistro e ulteriori rinforzi che scesero dal Tennozan. La maggior parte degli uomini di Mitsuhide riuscì a fuggire, con l'eccezione di 200 uomini, tra cui Mimaki Kaneaki; tentarono invano una carica contro le forze di Hideyoshi, che li annientarono.
Il panico si diffuse tra i soldati superstiti, che furono inseguiti dall'armata di Hideyoshi fino al castello di Shoryuji, roccaforte di Mitsuhide, il quale preferì spingersi oltre. Giunto al piccolo villaggio di Ogurusu, venne catturato ed eliminato da dei banditi. Tale ipotesi vuole che Mitsuhide sia stato ucciso con una lancia di bambù da un contadino-bandito di nome Nakamura Chōbei. Altre fonti riportano che sia riuscito a sopravvivere rifugiandosi in un monastero, prendendo i voti e cambiando il proprio nome in Tenkai.

### Conseguenze
Toyotomi sfruttò la vittoria come pietra miliare per la conquista del Giappone; conquistò in seguito tutti i territori che erano stati degli Oda, gli stessi che Akechi aveva sottratto a Nobunaga, riunificando quindi sotto il proprio dominio tutto il Giappone.

## Nella cultura di massa
- La battaglia di Yamazaki è l'ultimo livello di Akechi Mtsuhide e il primo di Toyotomi Hideyoshi nel videogioco Samurai Warriors 2.
- Viene inoltre rappresentata nell'espansione The Conquerors nel videogioco Age of Empires II: The Age of Kings.
- La battaglia ha inoltre un ruolo centrale nel film Shogun Ninja di Sonny Chiba.